# 世界の駄っ作機
『世界の駄っ作機』（せかいのだっさくき、InFamous Airplanes of The World）は岡部いさく（執筆名義は“岡部ださく”）の著作物。モデルグラフィックス誌に連載されているコラムまたはそれを単行本化したもの。

## 概要
2024年現在で11巻まで刊行されている他、特別編として駄作名作関係なくイギリス機全般を取り扱った『世界の駄っ作機 番外編―蛇の目の花園』（せかいのだっさくき　ばんがいへん　じゃのめのはなぞの、The Special Issue of InFamous Airplanes of The World "JANOME GARDENS"）が、モデルグラフィックス誌の姉妹誌である『スケールアヴィエーション』に連載されており、こちらは単行本が3巻まで刊行されている。

## 内容
この『世界の駄っ作機』なるタイトルは、文林堂より刊行され、岡部も執筆及び製作協力として関わっている『世界の傑作機』（Famous Airplanes of The World）シリーズのパロディであり、単行本のカバーイラストも『世界の傑作機』と同様に佐竹政夫が担当している。
様々な要因により開発に失敗してしまった、または実戦に投入されたものの大した成果を挙げることができなかった、あるいはセールスの面で全く成功しなかった、等で航空史の闇に埋もれていった、しかし欠陥機や失敗作とも言い切れない航空機たち、すなわち「駄作機」について書かれているもので、ユーモア溢れる筆致で愛情を込めながら斬っているのが特徴である。
しかし、駄作機の基準はいろいろと理由を述べているがあくまでも岡部個人の主観によるものだということに注意する必要がある。
なおFw191 まで、第二次大戦期のドイツ機は一機も登場していなかった。その理由について第一巻の後書きに「世間には優れたドイツ機研究者がたくさんいるので、付け焼き刃程度の知識しか持ってない私が語るのは恐れ多い」と述べられている。また、日本機の場合は「存命中の関係者がいる」事や「駄作になった理由を突き詰めていくと暗くなってしまう」からという理由で当初（単行本1〜2巻収録分）では登場しなかったが、のち（3巻以降）からは少しずつ登場している。
なお、本文中では「駄作機」「駄っ作機」よりは「駄目飛行機」「ダメ飛行機」という言い回しの方が多用されている。

## 紹介されている主な“駄作”の要因
複座戦闘機（銃座付き戦闘機）
翼や機首に装備する固定機銃ではなく、操縦手の他に銃手を搭乗させ、胴体後部に搭載した銃座で戦闘機を攻撃する戦闘機。第一次世界大戦では有効であったが、飛行機の高速化が進むにつれて銃座では戦闘機を捉えきることができず、逆に銃座の重量の分運動性や速度が低下してしまい、通常の戦闘機の容易な標的になってしまうケースが続出し、戦闘機のジャンルとしては廃れた。
F-4やF-14、MiG-31は操縦手の他にRIO(Radar Intercept Officer)と呼ばれる乗員が搭乗する複座機であるが、これは開発当時の電子技術ではパイロットが機体の操縦と高度なレーダーの操作を両立させることが難しかったためで、これらの銃座付き戦闘機とは別物である。
高高度戦闘機
B-17のような高高度を高速飛行することが可能な高性能の爆撃機が実用化されるようになると、通常の戦闘機では届かない高度からの爆撃を恐れて、高高度飛行性能の高い迎撃戦闘機が開発された。しかし、そのどれもが満足する性能を出せなかった。また、主に開発した国の側は高高度爆撃機による戦略爆撃に晒されなかったため、必要とされる状況が訪れなかった。
双発戦闘機
エンジンを2基装備した戦闘機のこと。本書中では特に、レシプロエンジン式のそれを指す。エンジン数を倍にすれば馬力も倍となり、単発（エンジンを1基のみ装備した機体）に比べて高い性能を示す、と各国で期待された。しかし、双発機は必然的に大型の機体となるため運動性その他で単発機には劣り、戦闘機としては単発機に優るものとはならなかった。
制式化され実戦配備された機体も多いが、失敗作に終わるか、成功したとしても搭載量の多さや航続性能の高さを生かして夜間戦闘機や軽爆撃機など対戦闘機戦以外の任務で重用され、見込みとは違ったところで活躍する結果になってしまった。
大口径砲搭載戦闘機
大口径の機関砲で爆撃機や戦車の防御火器の範囲外から攻撃するとともに、大威力の弾頭により1発の命中で致命的な損傷を与えることを狙って、大口径砲を搭載した戦闘機が試作されることになる。しかし、大型で重い大口径砲を搭載することは機体の大型化と重量化、そして低速化を招き、更に、大きな反動に安定して耐えられる機体を開発することは難しかった。さらに大口径砲そのものにも飛行中の振動や航空機動の加速度、高空の低温や低気圧などによる悪影響で作動不良が発生し、また飛行中の動揺と発砲時の反動による命中率低下も深刻な問題となった。大型で鈍重な上に武装が命中しなければ無意味どころか敵の対空砲火の餌食となってしまう為、大半の機体は試作のみに終わった（その後、大口径砲はより扱いが簡単なロケット弾、そしてミサイルに取って代わられた）。
高速水上機
飛行機が実用化された当初は、滑走距離を長く取れ、翼面荷重を高くすることができる飛行艇/水上機形式の飛行機の方が速度性能に勝っていた。
しかし飛行場の整備が進み、エンジンの出力強化やフラップなどの技術が進歩するとともに、離着水を可能にしなければならない必要上から設計に制限があり、フロートや水密艇体構造といった飛行時には不必要な死重になるものを備えなくてはいけない水上機が陸上機よりも速く飛ぶことは不可能になった。それでも「大型化が比較的容易である」「航空母艦でなくても運用できる」といった利点があるとされ、高速化を目指した水上機が開発研究されたが、どれもが失敗に終わることになる。
推進式
エンジンとプロペラを機体後方に配置した形式のこと。空気抵抗の大きいプロペラが機首になく、機体自身によってプロペラの巻き起こす空気の流れを阻害することがないため速度性能に優れることや、プロペラと射撃軸線の干渉を考慮する必要が無くなるので機首に武装を集中できる、等の利点があるが、エンジンの冷却の問題や重量バランスが後方に偏ること、着陸脚が長くなるので滑走時の安定に問題が出る、等の問題点も多かった。駄作機にもこの形式を採用して失敗したケースが多い。
素材
第二次世界大戦の中盤頃から航空機の素材には軽量なジュラルミンを使用することが一般的になるが、希少なものであったことから各国とも代替する素材を模索することになる。よく使われたのは木材で、モスキートという傑作もあるが駄作も多い。
また、ジュラルミンの節約のために鋼鉄を使用するケースもあったが、重量が過大になり、耐久性がないことや軽く仕上げようとするためのコストが高くなること、更には錆びることから例外無しの駄作に終わっている。
エンジン
24気筒エンジンなど当時の技術力では手に余るエンジンを装備しようとして失敗に終わるケース、エンジンと機体の相性が合わなかったケース、あるいは高出力エンジンの開発が間に合わなくて代わりに低出力のエンジンを搭載したばかりに要求を満たせなかったケース等。
ネイピア セイバー、ロールス・ロイス ヴァルチュア、中島 誉など、エンジンそのものに問題があった、という例も多い。
セールス・ニーズ
主に民間機の失敗要因。機体性能そのものに問題はなかったが、価格が高すぎたり市場のニーズを読み違えて売れなかったケース、あるいは開発時期が長すぎて販売が遅れ、先行販売された他社の機体に市場を独占されてしまったケース、などがある。また、軍用機でも開発中に戦局や運用構想が変化して、ニーズがなくなってしまったケースがある。
性能・欠陥
より単純に、機体に何らかの欠陥があって要求性能を満たせなかった、故障や振動がひどすぎて使い物にならなかった、事故を起こしたなどのケース。中には離陸さえできなかったケースもあった。

## 登場する航空機
※表記はすべて当書籍のものである。

### 第1巻
- ジェネラル・エアクラフト  GAL38＆エアスピード AS39
- カーチス XP-62
- ウエストランド ウェルキン
- ボールトンポール・オーヴァーストランド
- ホーカー・ホットスパー
- ブラックバーン ボウタ
- フェアリー アルバコア
- ジェネラル・モータース XP-75イーグル
- ブリュースター SB2A バッカニア
- ベル XP-77
- ブラックバーン F.3（英語版）
- ロッキード XF-90
- マルセル・ブロック MB151/152
- ミコヤン・グレヴィッチ MiG-1/-3
- ボールトンポール デファイアント
- ニキーチン・シェフチェンコ IS-1/2（イタリア語版）
- ダグラス B-18ボロ
- ダグラス B-23ドラゴン
- ドヴォワティーヌ D513（英語版）
- シュド・ウェスト SO4000（英語版）
- ヴァルティー XP-54
- ヤコヴレフ Yak-2（ロシア語版）/-4
- カーチス SO3Cシーミュウ
- サロー・ラーウィック
- ブラックバーン B-20
- アンリオ NC-530（英語版）
- グリゴロヴィッチ IP-1（英語版）
- ツポレフ ANT-23（英語版）
- マクダネル XP-67
- ヴィッカース（F4/40）タイプ432（英語版）
- ポテ 75
- ヴィッカース（F29/27）タイプ161（英語版）
- （特別編）エアスピード・アセイラント

雑誌連載時「過去10回の連載で架空の機体はどれか？」という特別企画に出題された機体。双発双胴でなおかつ、中央のコクピットブロックの前後に動力銃座がついているという異例のスタイルであったが、設計がまずかった上に動力銃座が重すぎたため爆撃機よりも運動性能が落ちる事から試作段階で終わったという設定。仮に設計的に優秀だったとしても複座戦闘機なので何の役には立たないという二重のトラップが仕掛けられている。

### 第2巻
- ブレダBa.88
- スホーイ SG-2（目次の誤植。実際はSu-2で、文中でもSu-2と表記している）
- シュド・ウェストSO9000/9050トリダン
- マーチンXB-48
- ダグラスX-3
- ロワール・ニューポールLN410
- タイロフ OKO-6/Ta-1
- アルスナル VB10（英語版）
- ノースアメリカン P-64
- ウェストランド PV4（英語版）
- ネイピア・ヘストン・レーサー
- ブリストル・ブレニムV
- グドコフGu-1
- グロスター E1/144（英語版）
- ブリストル・バッキンガム
- ノール 1402ノロワ（英語版）
- アブロ・チューダー
- ノースロップ XFT（英語版）
- ポリカルポフI-180
- カペリスXC-12
- ノールN1601（英語版）
- マイルズ・モニター
- ブリストル・タイプ188
- コチェリギン DI-6
- フェアリー・バラクーダ
- ノースアメリカンO-47
- カーチスXP-46
- コンヴェア YB-60
- グラマンXF5F-1 スカイロケット
- ノースロップ3A（英語版）/ヴォートV-141/V-143
- ウェストランドPV7（英語版）
- ブラックバーン・ファイアブランド

### 第3巻
- カーチス AT-9
- ミコヤン・グレヴィッチ MiG-5
- ダグラス XSB2D-1/BTD-1 デストロイヤー
- ポテ671
- 川西E5K 高速水上偵察機「紫雲」

シリーズ初の日本機。
- ヴァンス・フライングウィング（英語版）
- ロワール・ニューポールLN161（英語版）
- ヴァルティー P-66 ヴァンガード
- プティロフSt-2（英語版）
- アームストロング・ホイットワース AW29（英語版）
- ベル XFM-1/YFM-1 エアラクーダ
- ベランカ XSE-1/-2（英語版）
- シルヴァンスキー I-220
- 中島J5N 18試局地戦闘機「天雷」
- シュド・ウェスト SO8000 ナルヴァル（英語版）
- デトロイト-ロッキード YP-24
- コンソリデーテッド PB-2A（P-30A）
- 立川 キ70
- ショートSB3
- トマシェヴィッチ110
- 立川飛行機 キ106
- モラーヌ・ソルニエ MS325（英語版）
- サヴォイア・マルケッティSM85
- チャンスヴォートF6U パイレート
- カーチスXP-31 スイフト
- ポテ453（英語版）
- ブラックバーン・ロック
- ヴィッカース・タイプ951〜953ヴァンガード
- イリューシンIl-20
- バーリーナ・ジョイスXFJ-1/-2
- コズロフPS（英語版）
- ブリストル・バグショット（英語版）
- 川崎キ5
- （特別編） XB-70A ヴァルキリー

モデルグラフィックス誌においてアニメーション作品『超時空要塞マクロス』シリーズに登場する架空の兵器である「バルキリー」に関する特集がなされた号において、特別コラムとして掲載されたもの。

### 第4巻
- カーチスXP-55アセンダー
- ブリュースターXA-32
- チェトヴェリコフSPL（英語版）
- ホーカー・ヘンリー
- ファルマン F222
- ハンドレーページ（マイルズ）マラソン
- FMA IAe24カルキン
- ボーイング・モデル264
- グレートレイクスXTBG-1（英語版）
- ブレリオ・スパッド 710（フランス語版）
- IMAM Ro57
- シュド・エストSE100
- アームストロング・ホイットワース・アルベマール
- パシーニン I-21
- カモフKa-22
- 川西十一試特殊水上偵察機（E11K1）
- ミコヤン・グレヴィッチSN（ベトナム語版）
- スーパーマリン・タイプ224（英語版）
- カーチス XF14C-2
- アヴロ・マンチェスター
- ラテコエール523（フランス語版）
- グラマン/ジェネラル・ダイナミックスF-111B
- ベランカ77-140
- カプロニ・ベルガマスキCa331
- ボルボヴィティノフS（英語版）
- エアスピードAS45ケンブリッジ（英語版）
- カーチスXBT2C-1
- 中島 キ-8
- ジャイロダインQH-50 DASH
- アンリオ110（英語版）
- ホール・ブルドッグ
- ホークスHM-1“タイム・フライズ”（英語版）
- ミラーHM-1（英語版）
- （特別編）ダメ飛行機の諸相

イラストつきで紹介された機体は以下の通り。
- ベルP-63キングコブラ
- マクダネルF-101ブードゥー
- ブローム・ウント・フォスBv40
- フェアリー・ガネット
- カーチスSB2Cヘルダイヴァー
- ベルP-59エアラコメット

### 第5巻
- スーパーマリン・スイフト
- ブロックMB131
- バッドRB-1コネストガ
- ハンドレーページ・ヘレフォード
- ロワール210（英語版）
- ハンドレーページ・ヘラルド（ダートヘラルド）
- CANSA FC20（英語版）
- 海軍航空技術廠「試作実験用飛行機第1号」
- イリューシンIl-40Pブローニー
- ノールN1500ノレクレール（英語版）
- フェアリーP4/34（英語版）
- ショートR24/31「ナックルダスター」
- パーナルP1プローン
- ルヴァッスールPL107（英語版）
- 日本国際航空工業 キ-59一式輸送機
- マクダネルXF-88ヴードゥー
- グレートレイクスXSG-1（英語版）
- VFW VAK191B

シリーズ初のドイツ機。
- フェアリーG4/31（英語版）
- ラテコエール550（英語版）
- スパータンNP-1（英語版）
- ハンドレーページHP46（英語版）
- ベリエフR-1
- ブラックバーンYB1
- ヴァルティーA-31/A-35ヴェンジャンス
- ロワール46（英語版）
- ベルHSL-1
- ショート・クルーセイダー（英語版）
- ロッキードXP-58チェイン・ライトニング
- フェッターマン・チッカディー
- ボニー“ガル”
- デア可変キャンバー実験機

### 第6巻
- シュド・エストSE5000/5003バルードゥール
- モスカレフSAM-13（イタリア語版）
- グラマンXF10F-1ジャガー
- ANF-レ・ミュロー115/117
- カプロニ・ベルガマスキCa135（英語版）
- ロッキードXV-4Aハミングバード（英語版）
- ノースアメリカン・ロックウェルXFV-12A

開発年度面では最後の駄作機（1977年）。
- ヤコヴレフYak-28-64
- デハヴィランドDH93ドン
- フリート60Kフォート
- 愛知 2式練習飛行艇 H9A
- フォッカーXA-7（英語版）
- フェアチャイルド・カナダ45-80セカニ（英語版）
- ノースロップYC-125レイダー（英語版）
- ブレゲー41（英語版）
- コンソリーデーテッド・リベレーターライナー
- ショート・シーミュー
- コールホーフェンFK55（英語版）
- ボロフコフ-フロロフI-207（英語版）
- フォッケウルフFw191
- ホーカー・ハリアー（英語版）
- SIPA1100（英語版）
- ボールトン・ポールP32（英語版）
- イリューシンIl-30（英語版）
- ホール・アルミニウムXFH-1（英語版）
- ロッキード・エクスプローラー（英語版）
- カーチスXP-60
- グロスターTC33（英語版）
- ロッキード・ビッグディッパー
- ダグラス・クラウドスターII
- マクダネル199

### 第7巻
- ブレリオ125（英語版）
- ヴォートXSB3U-1（英語版）
- ヤコヴレフYak-200/210（英語版）
- ブラックバーン・ペレット（英語版）
- ヤコヴレフYak-1000（英語版）
- ユンカースJu322マムート
- ヒューズXH-17
- ブリストル・タイプ123（英語版）
- ブレダBa201
- サントルNC1080
- カーチスO-52アウル
- ロッキードXFV-1
- シコルスキーXSS-2（英語版）
- セスナ 620
- ベランカTES"ブルー・ストリーク"（英語版）
- アラドAr198（英語版）
- パーナル・ピピット（英語版）
- ツポレフI-14（英語版）
- ショートL17シッラ（英語版）
- ベルXP-83
- シュナイダー10M（英語版）
- ホーカー・ホーンビル（英語版）
- ウォーターマン・アロウビル（英語版）
- ブレリオ・スパッドS510（英語版）
- フェアチャイルドAT-21ガナー（英語版）
- LWS-6ズブル（英語版）
- ウェストランド・ドレッドノート
- ヴィッカース・ウィンザー
- フォッケウルフFw57（英語版）
- カーチスA-18（英語版）
- コンヴェアF2Y-1シーダート
- （特別編）悲劇の駄目レース「ドール・ダービー（英語版）」

1927年8月に開催されたオークランド〜ホノルル間のエアレース。だが、事故や遭難が続出し、レースを完走できたのは参加15機中わずか2機のみであった。
- トレメイン・ハミングバード"スピリット・オブ・ジョン・ロジャース"
- インターナショナルF-10"プライド・オブ・ロサンゼルス"
- ブライアント"エンジェル・オブ・ロサンゼルス"
- ゴダード・"エル・エンカント"
- ブリーズ5"パブコ・パシフィック・フライヤー"
- ブールCA-5エアセダン"ミス・ドーラン"
- ロッキード・ヴェガ1"ゴールデン・イーグル"
- スワロー・"ダラス・スピリット"
- トラヴェルエア5000"ウーラロック"
- ブリーズ5"アロハ"

### 第8巻
- SNCAC NC1070（英語版）
- フォッカーF32
- ドルニエDo11
- ヴィッカース・タイプ151/171（英語版）
- ブリュースター SBA-1（NAF SBN-1)
- ホーカー トーネード（英語版）
- ボウラス XCG-7（英語版）/-8（英語版）
- メッサーシュミットMe309
- トマシェヴィッチ・“ぺガス”（英語版、ロシア語版）
- ロワール70（英語版）
- トーマス・モースTM-23
- マイルズM20
- プラット－ルページXR-1
- コンヴェア990
- ハンドレーページ・ハムレット（英語版）
- ブロックMB210
- ピアッジオP32（英語版）
- ウンブラAUT18（英語版）
- ボーイングXP-9
- ノースアメリカンXA2J-1スーパーサヴィッジ
- ボールトン・ポールP.64（英語版）
- ヴィッカース・ウォリック
- フォッケウルフFw159
- コンヴェアXP-81
- ハンドレーページHPR2（英語版）
- フェアリー・ホーン（英語版）
- レトフS-50（英語版）
- ブレダ64（英語版）
- ブラックバーンB48ファイアクレスト（英語版）
- カーチスXP-37
- カーチスXP-42
- カーチスXF13C-1/-2/-3（英語版）

### 蛇の目の花園
※『蛇の目の花園』では「駄作機」以外の機体も扱われている。
- RAF サンダーボルト
- ソーンダース・ロウ（SARO）SR.177
- ホーカーP.1121（英語版）
- ホーカーP.1129
- ショートP.17D
- E.E.P17A
- デハヴィランドD.H.115ヴァンパイア T.11
- ヴィッカーズ タイプ660 ヴァリアント
- BAeP.1214-3X字翼戦闘機
- ハンドレーページH.P.54ハーロウ（英語版）
- エアスピードA.S.31単葉機
- グロスターF.5/34 単座戦闘機
- F.5/34マーチン・ベイカーMB.2（英語版）
- ベルP-30カリブー（またはエアラコブラI）
- CAC ワイラウェイ
- スーパーマリン タイプ355/385 スピットファイア水上戦闘機
- グロスター ミーティアF.MkI
- スーパーマリン タイプ379 スピットファイア Mk XIV
- CAC（コモンウェルス航空機会社）CA-15
- プロジェクト・タービンライト（英語版）
- デハヴィランドD.H.60〜87モス・シリーズ
  - D.H.60 モス
  - D.H.61 ジャイアント・モス（英語版）
  - D.H.71タイガー・モス（英語版）
  - D.H.75ホーク・モス（英語版）
  - D.H.80Aプスモス
  - D.H.81スワロー・モス（英語版）
  - D.H.82Aタイガーモス
  - D.H.83フォックス・モス
  - D.H.85レパード・モス（英語版）
  - D.H.87ホーネット・モス（英語版）
  - D.H.94モス・マイナー（英語版）
- ソッピースL.R.T.Tr（英語版）
- ブラックバーン R.1 ブラックバーン
- ヴィッカーズ ヴィルデビースト（英語版）
- ブラックバーン B-6 シャーク
- フェアリー・ソードフィッシュ
- フェアリー バトル
- ブラックバーン B-24 スキュア
- フェアリー ファイアフライF.MkI
- フェアリー・スピアフィッシュ
- ホーカーP.1009“シータイフーン”（英語版）
- ホーカーF.2/43フューリー、22/43/Hシーフューリー
- スーパーマリン タイプ382/396 シーファング
- スーパーマリン・タイプ392 アタッカー
- FMA IA-58/-66 プカラ
- イングリッシュ・エレクトリック キャンベラPR.9
- パナビア・トーネードGR4
- ユーロファイター・タイフーン

### 蛇の目の花園2
- BAC 可変翼ライトニング
- ジェネラル・ダイナミックス F-111K
- BAC ヴァンキッシャーGR3(S)（実戦配備されたという想定のTSR2。名称は架空のもの）
- スーパーマリン タイプ366 スピットファイアF.XII
- スーパーマリン タイプ361 スピットファイアF.IX
- スーパーマリン タイプ324/325、タイプ327（英語版）
- ホーカー・ヘクター（英語版）
- ホーカー・フューリー
- フィンランド空軍のハリケーン
- ホーカー・シドレーP.1154
- ウェストランドM148T 複座艦上ジェット戦闘機
- ウェストランド・ライサンダー
- テイラークラフト オースターAOP
- アブロ タイプ652A アンソン
- ブリストル タイプ130 ボンベイ（英語版）
- ブリストル タイプ152 ボーフォート
- ブリストル タイプ146（F.5/34）（英語版）
- グロスターシア（グロスター）・ゲームコック
- グロスターF.9/37（英語版）重武装双発単座戦闘機
- ボールトン・ポールP.99/100単座戦闘機
- デハヴィランド・モスキートF.B XVIII
- デハヴィランドD.H.103シーホーネット
- アームストロング・ホイットワース A.W.35 シミター（英語版）
- ロッキード モデル14-F62/214/314/414 ハドソン
- ボーイング モデル299 B-17 フォートレス
- ダグラスDB-7B ハヴォック
- グラマン モデルG-36A マートレット（後のワイルドキャット）
- カーチス モデル75A モホーク（ホーク）
- ノースロップ8A-5（A-17A）ノーマッドMk.I
- ヴィッカース-アームストロング タイプ466 ウェリントンGR.XIII
- 英連邦対日航空攻撃部隊“タイガー・フォース（英語版）”
  - ホーカー テンペストII
- ブラックバーンT.5リポン

### 蛇の目の花園3
- グロスター　ガーントレット（英語版）
- フェアリー　アルバコア
- フェアリー　シーフォックス
- フェアリー　ファイアフライ（複葉）（英語版）
- レジナルド・J.ミッチェル（設計者）
- スーパーマリン　タイプ356　スピットファイアF.21
- スーパーマリン　タイプ316～319（英語版）
- ブリストル　バッカニア（仮称）
- グロスター　ジャベリン
- スーパーマリン　タイプ545（英語版）
- フェアリー　デルタII，"デルタIII"
- デハヴィランド　ジェットドラゴン
- BAC　P.96F/ホーカー　シドレー HS.1202
- パナヴィア　トーネードADV
- ウェストランド　ウェセックス
- F-35ライトニングII
- カーチス　トマホーク
- ロッキード　ヴェンチュラ
- ダグラス　スカイレーダー
- コンソリデーテッド　リベレーター
- マーチン　バルチモア
- グラマン　TBF/TBFアヴェンジャー
- マイルズ　マスター
- パーシヴァル　プロクター（英語版）
- デハヴィランド　タイガーモス

## 序文や巻末に登場する人物
- ポール・ビーヴァー
- 宮崎駿
- 大串信
- 押井守
- 小沢さとる
- 新谷かおる
- 由良拓也
- 杉山潔
- 佐竹政夫
- 長谷川勝人
- 小泉悠

## 単行本
＊いずれも大日本絵画より刊行
- 『世界の駄っ作機』（ISBN 978-4499226899）　1998年
- 『世界の駄っ作機 2』（ISBN 978-4499227261）　2000年
- 『世界の駄っ作機 3』（ISBN 978-4499228237）　2003年
- 『世界の駄っ作機 4』（ISBN 978-4499229906）　2009年
- 『世界の駄っ作機 5』（ISBN 978-4499230063）　2009年
- 『世界の駄っ作機 6』（ISBN 978-4499230759）　2012年
- 『世界の駄っ作機 7』（ISBN 978-4499231299）　2014年
- 『世界の駄っ作機 8』（ISBN 978-4499232173）　2017年
- 『世界の駄っ作機 9』（ISBN 978-4499232708）　2019年
- 『世界の駄っ作機 10』（ISBN 978-4499233484）　2022年
- 『世界の駄っ作機 11』（ISBN 978-4499233996）　2024年
- 『世界の駄っ作機 1』増補改訂版（ISBN 978-4499232111）　2017年

- 『世界の駄っ作機 番外編 蛇の目の花園』（ISBN 978-4499228534）　2004年
- 『世界の駄っ作機 番外編 蛇の目の花園 2』（ISBN 978-4499230247）　2010年
- 『世界の駄っ作機 番外編 蛇の目の花園 3』（ISBN 978-4499232579）　2019年